# 西西里人 (小說)
《西西里人》（英語：The Sicilian）是一本由意大利裔美國作家馬里奧·普佐所寫的小說。於1984年由蘭登書屋出版社負責出版，本書是基於普佐最出名的作品《教父》。本書被視為《教父》的續集。
這本小說中，薩爾瓦托雷·朱利亞諾（Salvatore Giuliano）名字的拼寫被普佐故意改為「Guiliano」。本書雖然是一部虛構的作品，但卻是基於朱利亞諾的真實事跡。

## 角色
- 薩爾瓦托雷·朱利亞諾
- 加斯帕雷·皮肖塔（英语：Gaspare Pisciotta）
- 麥可·柯里昂
- Don Croce Malo
- Hector Adonis

## 改編電影
1987年，《西西里人》被改編成電影，由麥可·西米諾執導，基斯杜化·林拔飾演薩爾瓦托雷·朱利亞諾，不過，由於版權問題，角色麥可·柯里昂和Clemenza都沒有包含在這個改編電影中。

## 外部連結
- 互联网电影数据库（IMDb）上《The Sicilian》的资料（英文）